# Max Juvénal
Pour les articles homonymes, voir Juvénal.
Victor Juvénal dit Max Juvénal, né le 22 novembre 1905 à Aix-en-Provence (Bouches-du-Rhône) et mort le 17 avril 1985 à Saint-Mandrier-sur-Mer (Var), est un avocat, homme politique socialiste et résistant français.

## Biographie

### Jeunesse et études
Max Juvénal naît dans une vieille famille aixoise. Son père, Maximin Jean-Baptiste, était un avocat et juge suppléant du barreau d'Aix-en-Provence. Scolarisé au lycée Mignet, il est reçu au baccalauréat et étudie le droit à l'université d'Aix. Il obtient une licence de droit.

### Parcours professionnel
Max Juvénal s'inscrit comme avocat au barreau d'Aix. Comme son père avant lui, il est considéré comme un excellent orateur. Il est bâtonnier de l’Ordre en 1964 et 1965, puis premier vice-président national de la conférence des bâtonniers de France et membre de la conférence internationale des avocats.

### Parcours politique
Avant la guerre, il est militant socialiste à la SFIO.
Mobilisé en 1939, prisonnier de guerre, évadé en août 1940, résistant, il est chef départemental du mouvement Combat, puis chef de la région R2 des Mouvements unis de la Résistance avec pour adjoint Maurice Plantier, président du comité de libération de Marseille. Il fournit des faux papiers et organise la fuite de Maurice Chevance-Bertin après son évasion le 28 avril 1943. En 1944, Max Juvénal est président du Comité départemental de Libération des Bouches-du-Rhône.
Outre ses mandats parlementaires, il est conseiller général du canton d'Aix-en-Provence-Nord de 1945 à 1958 et président du conseil général de 1953 à 1955.
Il est maire de Saint-Mandrier de 1970 à 1983.

## Détail des fonctions et des mandats parlementaires
- 7 novembre 1944 - 3 août 1945 : Délégué à l'Assemblée consultative provisoire, pour le mouvement Combat
- 21 octobre 1945 - 10 juin 1946 : Député socialiste SFIO des Bouches-du-Rhône
- 2 juin 1946 - 27 novembre 1946 : Député socialiste SFIO des Bouches-du-Rhône
- 2 janvier 1956 - 8 décembre 1958 : Député socialiste SFIO des Bouches-du-Rhône